# Засавски регион (Словения)
Засавски регион е един от 12-те региона на Словения. Населението му е 41 744 жители (по приблизителна оценка от януари 2018 г.), а площта 264 кв. км. Икономиката се поделя на: 45,20% услуги, 52% промишленост и 2,80% земеделие. Привлича само 0,2% от туристите в Словения.